# Adolph Kolping
Adolph Kolping (* 8 de dezembro de 1813, Kerpen; † 4 de dezembro de 1865, Colônia) foi um sacerdote católico alemão, fundador da Obra Kolping e beato.
Kolping começou sua obra no dia 5 de maio de 1849 com um pequeno grupo de jovens, a Associação dos Artífices, que seria a semente que leva hoje o nome de Obra Kolping.
Fundou 418 associações de trabalhadores similares às de Colônia, com um total de 24.600 associados, em sete países da Europa.

## Biografia
Adolph Kolping nasceu como o quarto de cinco filhos do pobre pastor Peter Kolping e Anna Maria Zurheyden. Teve uma saúde frágil durante sua infância.
Foi um bom aluno, mas sua pobreza o impediu de continuar sua educação, apesar de seu compromisso de prosseguir estudos adicionais. Em 1831, ele viajou para Colônia como assistente de sapateiro; ele permaneceu como sapateiro até 1841. No verão de 1834, ele frequentou a Escola dos Três Reis e depois, em 1841, começou sua educação teológica na Universidade de Munique (1841-42), bem como mais tarde em Bonn (1842-44) e Colônia (26 de março de 1844-1845). 
Kolping foi ordenado ao sacerdócio em 13 de abril de 1845 na Igreja da Imaculada Conceição (Minoritenkirche) de Colônia, mas seu pai morreu na noite anterior. Ele serviu pela primeira vez em Elberfeld como capelão e professor de educação religiosa de 1845 a 1849. Lá, vários carpinteiros jornaleiros fundaram uma sociedade coral com a ajuda de um professor e do clero local. Ela cresceu rapidamente para uma Sociedade de Jovens Trabalhadores com o objetivo de promover a vida religiosa dos membros e, ao mesmo tempo, melhorar suas habilidades mecânicas. Em 1847, ele se tornou o segundo presidente das Gesellenverein, sociedades católicas alemãs para o aprimoramento religioso, moral e profissional de jovens que davam a seus membros apoio religioso e social.
Em 1849, ele retornou a Colônia como vigário da catedral e estabeleceu a filial de Colônia do Gesellenverein. "Inicialmente, seu objetivo era fornecer um lar longe de casa para jovens aprendizes e jornaleiros enquanto eles aprendiam um ofício que os capacitaria a ter uma vida decente e honesta." A sociedade de Colônia logo adquiriu sua própria casa e abriu ali um hospício para jovens jornaleiros viajantes. Em seus esforços para desenvolver o trabalho, Kolping era enérgico e destemido. Ele era eloquente tanto como orador quanto como escritor. Visitou os grandes centros industriais da Alemanha, Áustria, Suíça e Hungria. Em 1850, ele uniu as associações existentes como a "Rheinischer Gesellenbund" - essa fusão foi a origem da atual "Kolpingwerk" internacional. Em 1854, ele fundou o jornal "Rheinische Volksblätter" (ou "Jornal do Povo da Região do Reno"), que rapidamente se tornou um dos órgãos de imprensa de maior sucesso de sua época. Padre Adolph foi o editor do Catholic People's Calendar de 1852 a 1853 e do Calendar for the Catholic People de 1854 a 1855. Em 1862, ele se tornou o reitor da Minoritenkirche em Colônia. O Papa Pio IX o intitulou como Monsenhor em 1862 - isso aconteceu depois que os dois se encontraram em Roma em uma audiência privada em maio para discutir o trabalho do padre. Em 1865, mais de 400 grupos locais da organização dos jornaleiros haviam sido estabelecidos e estavam funcionando em toda a Europa e na América.
Kolping morreu em 4 de dezembro de 1865 devido a um câncer de pulmão; ele sofreu de uma inflamação grave nas articulações do antebraço direito naquela primavera. Seus restos mortais estão enterrados na igreja Minoritenkirche. Ele é lembrado como o "Pai de Todos os Aprendizes" e em 2003 foi classificado em décimo primeiro lugar no Unsere Besten. O Papa João Paulo II visitou seu túmulo em novembro de 1980 durante uma visita à nação. Ele disse: "Precisamos de modelos como Adolph Kolping na Igreja de hoje."

## Beatificação
O processo de beatificação foi aberto na Arquidiocese de Colônia em 21 de março de 1934 e Kolping foi intitulado como Servo de Deus. O processo informativo foi aberto em 21 de março de 1934, mas as circunstâncias da época não permitiram que o processo continuasse. Após a Segunda Guerra Mundial, esses esforços foram retomados, com o processo reaberto em 12 de outubro de 1950. Os historiadores aprovaram a causa em 24 de fevereiro de 1987, enquanto a Congregação para as Causas dos Santos recebeu a Positio da postulação em 1988. Os teólogos aprovaram a causa em 15 de janeiro de 1988, assim como a Congregação em 18 de abril de 1989; a confirmação de sua virtude heroica permitiu que o Papa João Paulo II o nomeasse Venerável em 13 de maio de 1989.
O milagre que levou à sua beatificação foi investigado na diocese de origem e mais tarde recebeu a validação do Congregação em 5 de dezembro de 1987, antes que um conselho médico o aprovasse em 24 de janeiro de 1990. Os teólogos também aprovaram a causa em 18 de maio de 1990, assim como a Congregação para as Causas dos Santos em 23 de outubro de 1990, enquanto João Paulo II emitiu sua aprovação definitiva em 22 de janeiro de 1991. O papa beatificou Kolping em 27 de outubro de 1991 na Praça de São Pedro.